# Všestudy (Boêmia Central)
Všestudy é uma comuna checa localizada na região da Boêmia Central, distrito de Mělník.